# Quingey
Quingey je naselje in občina v francoskem departmaju Doubs regije Franche-Comté. Leta 2006 je naselje imelo 1.217 prebivalcev.

## Geografija
Kraj leži v pokrajini Franche-Comté ob reki Loue, 20 km jugozahodno od Besançona.

## Uprava
Quingey je sedež istoimenskega kantona, v katerega so poleg njegove vključene še občine Arc-et-Senans, Bartherans, Brères, Buffard, By, Cademène, Cessey, Charnay, Chay, Chenecey-Buillon, Chouzelot, Châtillon-sur-Lison, Courcelles, Cussey-sur-Lison, Échay, Épeugney, Fourg, Goux-sous-Landet, Lavans-Quingey, Liesle, Lombard, Mesmay, Montfort, Montrond-le-Château, Myon, Palantine, Paroy, Pessans, Pointvillers, Rennes-sur-Loue, Ronchaux, Rouhe, Rurey in Samson z 8.047 prebivalci.
Kanton Quingey je sestavni del okrožja Besançon.

## Zanimivosti
- nekdanji dominikanski samostan s cerkvijo sv. Martina,
- stolp Kaliksta II.,
- most na reki Loue iz 16. stoletja, prenovljen v 19. stoletju.

- most na reki Loue
- Tour Calixte II
- dominikanski samostan

## Osebnosti
- Gui de Bourgogne, bodoči papež Kalikst II. (1050-1124);